# جون سايلس
جون سايلس (بالإنجليزية: John Sayles)‏ هو مونتير وكاتب سيناريو وكاتب ومخرج وممثل أمريكي، ولد في 28 سبتمبر 1950 بسكنيكتادي في الولايات المتحدة. من الجوائز التي نالها زمالة ماك آرثر وجائزة إدغار.

## أعمال

### أفلام
- (1992) مالكوم إكس[7]
- (1994) رجال الحرب
- (1997) محاكاة[8]
- (2008) سجلات سبايدرويك[9]

## جوائز وترشيحات
جوائز
- زمالة ماك آرثر
- جائزة إدغار

ترشيحات
- جائزة الأوسكار لأفضل كتابة

## وصلات خارجية
- جون سايلس على موقع IMDb (الإنجليزية)
- جون سايلس على موقع الموسوعة البريطانية (الإنجليزية)
- جون سايلس على موقع مونزينجر (الألمانية)
- جون سايلس على موقع ألو سيني (الفرنسية)
- جون سايلس على موقع ميوزك برينز (الإنجليزية)
- جون سايلس على موقع أول موفي (الإنجليزية)
- جون سايلس على موقع قاعدة بيانات الأفلام السويدية (السويدية)
- جون سايلس على موقع إن إن دي بي (الإنجليزية)
- جون سايلس على موقع ديسكوغز (الإنجليزية)
- جون سايلس على موقع قاعدة بيانات الفيلم (الإنجليزية)